# Prospero Marchetti
Prospero Marchetti (Arco, 15 aprile 1822 – Arco, 14 maggio 1884) è stato un avvocato italiano, primo presidente e fondatore, con Nepomuceno Bolognini nel 1872, della Società alpina del Trentino (SAT).

## Biografia
Figlio di Francesco Saverio e Caterina Sardagna contessa Hohenstein, nacque ad Arco il 15 aprile 1822.
Nel 1848 prese parte alle cinque giornate di Milano e ricoprendo l'incarico di vicesegretario presso il Governo provvisorio di Milano.
Fu deputato alla Costituente di Francoforte e podestà di Arco.